# Konkurs Sopot Festival 2003
40. Sopot Festival odbył się 22–23 sierpnia 2003 roku, w Operze Leśnej. Konkurs prowadzili Magda Mołek i Tomasz Kammel. Wygrali Skaldowie z utworem „Hymn o miłości”.

## Finał (dzień międzynarodowy)
|    | Kraj              | Język            | Wykonawca               | Tytuł                 | Miejsce | Punkty |
| -- | ----------------- | ---------------- | ----------------------- | --------------------- | ------- | ------ |
| 01 | Polska            | język polski     | Skaldowie               | Hymn o miłości        | 1       | 30     |
| 02 | Francja           | język hiszpański | Gotan Project           | La Revancha del Tango | 2       | 24     |
| 03 | Polska            | język polski     | Kayah                   | Testosteron           | 4       | 17     |
| 04 | Polska            | język polski     | Justyna Steczkowska     | Moja intymność        | 3       | 19     |
| 05 | Polska            | język angielski  | Edyta Górniak           | Invisible             | 5       | 15     |
| 06 | Polska            | język polski     | Janusz Radek            | Królowa Nocy          | 7       | 10     |
| 07 | Polska            | język polski     | Kapela Karpieli Bułecki |                       | 8       | 6      |
| 08 | Stany Zjednoczone | język hiszpański | Ricky Martin            | Juramento             | 6       | 14     |

|            |                                                            | Głosy w finale |                   |    |    |
| Punkty     | Polska                                                     | Francja        | Stany Zjednoczone |    |    |
| Uczestnicy | Polska Skaldowie                                           | 30             | 12                | 10 | 8  |
| Uczestnicy | Francja                                                    | 24             | 2                 | 12 | 10 |
| Uczestnicy | Polska Kayah                                               | 17             | 4                 | 8  | 5  |
| Uczestnicy | Polska Justyna Steczkowska                                 | 19             | 10                | 5  | 4  |
| Uczestnicy | Polska Edyta Górniak                                       | 15             | 8                 | 4  | 3  |
| Uczestnicy | Polska Janusz Radek                                        | 10             | 5                 | 3  | 2  |
| Uczestnicy | Polska Kapela Karpieli Bułecki                             | 6              | 3                 | 2  | 1  |
| Uczestnicy | Stany Zjednoczone                                          | 14             | 1                 | 1  | 12 |
| Uczestnicy | Kraje w tabeli są uporządkowane w kolejności występowania. |                |                   |    |    |